# Miramar (Buenos Aires)
Miramar é uma cidade litorânea turística argentina situada no sudeste província de  Buenos Aires.
Miramar é conhecida como a  Ciudad de los Niños y de las Bicicletas pois originalmente foi pensada para dar um espaço de veraneio às crianças e as famílias.

## População
Conta com 24.517 habitantes no censo de 2001, o que representa um aumento de 24,2% frente ao censo anterior.
Forma um aglomerado urbano junto a  localidade de El Marquesado ( que acresce apenas 200 habitantes).
Este aglomerado recebe o nome de de Miramar - El Marquesado.

## Distância
Desde Buenos Aires, 448 Km.